# Johan Hammarström (förläggare)
Johan Hammarström, född 4 september 1974 i Örnsköldsvik, är en svensk förläggare, antikvariatsbokhandlare, publicist och översättare, verksam i Umeå. Han grundade bolaget H:ström - Text & Kultur AB år 1998 och driver bokförlag, bokhandel, antikvariat, tryckeri och publicistisk verksamhet. 
Förlagsverksamheten inom H:ström har sedan starten 2000 gett ut över 360 boktitlar, med fokus på god skönlitteratur och humaniora. Förlaget sysslar även med publicistisk verksamhet och har gett ut tidskrifterna Tidningen Kulturen, Subaltern och H:skrift. 
Johan Hammarström har översatt Henry David Thoreau och William Blake, samt diverse artiklar etc. 
Johan Hammarström grundlade och var initiativtagare till den litterära festivalen Littfest i Umeå år 2007, tillsammans med Patrik Tornéus, då anställd vid H:ström. De första åren drevs festivalen i olika konstellationer tillsammans med bland andra Länsbiblioteket i Västerbotten och ARCHIV. Sedan 2010 drivs festivalen i egen regi som ideell förening. 
Under ett flertal år (200X-2015) satt Johan Hammarström i Norrländska litteratursällskapets styrelse som kassör. Sedan ett antal år sitter han med i Svenska antikvariatföreningens styrelse.